# Artenbarriere (Epidemiologie)
Als Artenbarriere bezeichnet man in der Epidemiologie die Eigenschaft von Mikroorganismen, nur Individuen einer oder einiger weniger Arten besiedeln zu können. Sie ist die Folge spezifischer Anpassungen des Erregers an seinen Wirt oder seine Vektoren.
Die Artenbarriere ist stets relativ, schließt also nicht aus, dass Krankheitserreger die Artenbarriere durchbrechen und sich neue Wirtspopulationen erschließen können. Um die Artenbarriere zu überwinden, sind eine ansteckungsfähige Oberfläche, die Vermehrung auf dieser Oberfläche, Ansiedlung, Eintritt, Vermehrung und Resistenz gegenüber dem Immunsystem des neuen Wirts notwendig. Krankheitserreger, die die Artenbarriere zwischen verschiedenen Tierarten und dem Menschen überwunden haben, sind beispielsweise das Humane Immundefizienz-Virus (HIV), das SARS-Coronavirus (Erreger des Schweren Akuten Atemwegssyndroms) sowie das Virus der Vogelgrippe H5N1 und der Vogelgrippe H7N9. Die Artenbarriere wurde auch bei den sogenannten Prionkrankheiten überwunden. So wurde die Bovine spongiforme Enzephalopathie (BSE) durch Verfütterung von nicht ausreichend dekontaminierten Schlachtabfällen von Scrapie-infizierten Schafen auf Rinder übertragen. In diesem Zusammenhang trat auch eine neue Variante der Creutzfeldt-Jakob-Krankheit (nvCJD) auf, welche vermutlich eine Übertragung von BSE auf den Menschen ist.